# 蔡斯縣 (內布拉斯加州)
蔡斯县（英語：Chase County）是美國內布拉斯加州南部的一個縣，西鄰科羅拉多州。面積2,325平方公里。根據美國2000年人口普查，共有人口4,068人。縣治因皮里爾（Cottonwood Falls）。
成立於1874年2月27日，縣政府成立於1886年4月24日。縣名紀念州司法部長、奧馬哈市長、內布拉斯加大學校董會成員錢皮恩·S·蔡斯。